# Ian Callaghan
Ian Callaghan, född 10 april 1942 i Toxteth, Liverpool, är en engelsk fotbollsspelare. Han är den spelare som spelat flest matcher för Liverpool FC. 
Callaghan blev engelsk mästare med Liverpool fem gånger och FA-cupmästare två gånger. Han var också med när laget blev europacupmästare 1977 och 1978. Han spelade för Liverpool mellan april 1960 och hösten 1978. Därefter spelade han två år i Swansea City, där han hjälpte dem vinna sin serie två år i rad. Därefter spelade han i den amerikanska klubben Fort Lauderdale där han avslutade sin karriär.
Callaghan var med i landslaget som vann VM-guld 1966 samt blev vald till årets fotbollsspelare i England 1974. Callaghan debuterade i landslaget i juni 1966 mot Finland och spelade en match under VM-slutspelet samma år. Hans nästa av totalt fyra landskamper skulle komma att dröja elva år. Totalt spelade han fyra A-landskamper för England.